# Timbal (travhäst)
Timbal, född 14 juni 2012 på Menhammar stuteri i Ekerö i Stockholms län, är en svensk varmblodig travhäst. Hon tränades och kördes av Robert Bergh.
Timbal började tävla i augusti 2014 och inledde karriären med tio raka segrar i sina första tio felfria lopp. Hon har till februari 2017 sprungit in 2,7 miljoner kronor på 32 starter varav 20 segrar. Bland hennes främsta meriter räknas segrarna i långa E3-finalen (2015), Johan Jacobssons Minne (2015), E3-revanschen (2015) och Ragnar Thorngrens Minne (2016). Hon tog åtta raka segrar mellan november 2015 och oktober 2016.